# Benito Uría Valdés
Fray Benito de Uría y Valdés (Cangas de Tineo, Asturias, 21 de febrero de 1730 - Ciudad Rodrigo, Salamanca, 23 de junio de 1810) fue Abad del Monasterio de Celanova, y General de la Orden de san Benito, y Obispo de Ciudad Rodrigo.
Nacido en Cangas de Tineo en 1729. Fue compañero del Padre Benito Jerónimo Feijoo, con quien coincidió entre 1759 y 1764 en el Monasterio de San Vicente de Oviedo, leyendo a su muerte la oración fúnebre en las solemnes exequias que le dedicó su Colegio.
Escribió una edición comentada de la Regla de san Benito, Instrucción especulativa y práctica de las obligaciones de los Monges Benedictinos de la Congregación de Valladolid, publicada en Madrid, en 1785, ampliamente difundida por la Orden.